# Missioners d'Àfrica
Els Missioners d'Àfrica (M.Afr.), en llatí Missionarii Africae, o també coneguts com a Pares Blancs (Pères blancs en francès o Patres Albi en llatí) és una societat de vida apostòlica catòlica fundada el 1868 a Maison Carrée (Algèria), actualment El Harrach. El seu fundador fou Charles Martial Lavigerie, primer arquebisbe d'Alger creat cardenal el 1882, figura ensenya de la lluita contra l'esclavatge a Àfrica. La societat fou aprovada per la Santa Seu el 15 de febrer del 1908, i amb la seva història s'inicià una evangelització activa de molts països africans.
Als tres vots religiosos tradicionals de pobresa, castedat i obediència derivats dels consells evangèlics, els pares blancs hi afegeixen un quart jurament: treballar per l'evangelització d'Àfrica, d'acord amb les constitucions i les lleis de la societat. Els pares blancs no són un orde religiós en el sentit estricte, sinó un institut missioner de dret pontifici.
El 1869 Lavigerie fundà una branca femenina amb un carisma semblant, les Missioneres de Nostra Senyora d'Àfrica, anomenades popularment Germanes Blanques.
A més de la seva tasca missionera i pastoral, els pares blancs destaquen per les seves contribucions científiques relatives a l'etnografia i la geografia africanes.
En l'actualitat, el superior general dels Missioners d'Àfrica és Richard Baawobr, i el 2012 tenia 1656 religiosos, 1314 sacerdots i 224 parròquies.